# Cult of Chucky
Cult of Chucky ist ein US-amerikanischer Horrorfilm von Don Mancini, der in den USA am 3. Oktober und in Deutschland am 9. November 2017 auf DVD erschien. Cult of Chucky ist der siebte Film der Chucky-Reihe und der zweite, der direkt für den Videomarkt produziert wurde. Es ist die Fortsetzung von Curse of Chucky.

## Handlung
Vier Jahre nach den letzten Ereignissen hat Chucky einen entstellten Kopf, ist aber bei vollem Bewusstsein. Die im Rollstuhl sitzende Nica, die für Chuckys Morde verurteilt wurde, hat die letzten Jahre in einer Nervenheilanstalt verbracht und glaubt, für die Morde verantwortlich zu sein und dass Chucky Teil ihrer Psychose war. In der Gruppentherapie trifft Nica auf verschiedene Patienten: Malcolm, einen Mann mit multipler Identitätsstörung; Angela, eine alte Frau, die glaubt, tot zu sein; Claire, eine Frau, die ihr Haus niedergebrannt hat, und Madeleine, die ihren kleinen Sohn erstickt hatte. Dr. Foley, ihr behandelnder Arzt, stellt eine Therapiemethode vor, bei der eine Good-Guys-Puppe zum Einsatz kommt. Die meisten Patienten sind von der Puppe verunsichert, doch Madeleine behandelt sie als ihr Baby.
Nica wird von Tiffany Valentine besucht, der Erziehungsberechtigten ihrer Nichte Alice. Sie teilt ihr mit, dass Alice an gebrochenem Herzen gestorben sei. Tiffany übergibt Nica eine Good-Guys-Puppe, von der sie behauptet, sie sei ein Geschenk von Alice gewesen. In der Nacht erwacht Chucky und ermordet die alte Angela. Nica findet heraus, dass Tiffany die Freundin von Charles Lee Ray war und erkennt, dass Chucky echt ist. Sie versucht, die anderen zu warnen, doch Chucky tötet gerade Claire, indem er einen Druckluftbehälter ins Oberlicht schießt, wodurch Glassplitter sie enthaupten.
Andy erfährt online von den Morden und stellt fest, dass Chucky es durch einen Voodoo-Zauber geschafft hat, seine Seele in mehrere Wirtskörper aufzuteilen. Er begibt sich zum Hospital. Derweil werden weitere Good-Guys-Puppen in das Hospital geliefert und Chucky besucht Madeleine. Sie lässt sich von der Puppe töten, damit sie endlich mit ihrem Baby zusammen sein kann. Die drei Chucky-Puppen verbünden sich und töten als nächstes Carlos. Tiffany kehrt zurück und schlitzt einem Wachmann die Kehle auf.
Einer der Chuckys überträgt seine Seele auf Nica und gibt ihrem Körper die Möglichkeit, wieder zu gehen. Sie tötet den Therapeuten Dr. Foley und trifft auf Malcolm, der ihr gesteht, gerade Schwester Ashley getötet zu haben. Wenig später wird er selbst von einer der Chuckys getötet. Ein kurzhaariger Chucky greift Andy an, aber Andy greift in die Brust der Puppe und zieht eine Waffe heraus, die er dort deponiert hat. Er schießt auf die Puppe und auch auf Nica-Chucky und stellt fest, dass er keine Munition mehr hat. Die Anstalt wird gesperrt und Andy in eine Zelle eingesperrt. Während sich eine überlebende Chucky-Puppe versteckt, entkommt Nica-Chucky mit Hilfe von Tiffany.
In einer Post-Credits-Szene betritt Andys ehemalige Pflegeschwester Kyle aus dem zweiten Film Andys Haus, nachdem sie von Andy geschickt wurde, um den abgetrennten Kopf des ursprünglichen Chucky weiter zu foltern.

## Produktion
Im Dezember 2013, nach der Veröffentlichung von Curse of Chucky, bestätigte Don Mancini, dass er die Entwicklung einer siebten Teil im Chucky-Franchise plant. Bis Februar 2015 war Mancini dabei, das Drehbuch für den Film zu schreiben. Ein Jahr später bestätigten Mancini, Jennifer Tilly und Fiona Dourif, dass die Dreharbeiten für den Film bald beginnen würden. Im Dezember 2016 wurde das Produktionsbüro für den Film in Winnipeg, Manitoba, Kanada, eröffnet. Am 5. Januar 2017 wurden die Prämisse, die Besetzung, der Produktionsplan und die Vertriebsdetails für Cult of Chucky bekannt gegeben. Die Dreharbeiten sollen vier Tage später beginnen
In einem Interview im Oktober 2013 enthüllte Mancini, dass er seit Chucky 3 immer das Konzept von „Multiple Chuckys“ einführen wollte, dies jedoch aus Budgetgründen nicht konnte. 26 Jahre später verwendete er das Konzept schließlich in Cult of Chucky.

## Kritik
Der Filmdienst urteilte, der Film reihe „alte Versatzstücke ohne Originalität“ aneinander und setze „auf blutige Gewaltszenen und zynischen Humor“.
Sascha Hennenberger schrieb für Filme.de, dass Don Mancini erneut eine solide Fortsetzung gelungen sei. Der Film überzeuge mit fokussiertem Drehbuch, schwarzem Humor und straffem Erzähltempo ohne überflüssige Dialoge. Trotz einiger konventioneller Elemente bleibe der Film spannend und unterhaltsam, nicht zuletzt durch überraschende Wendungen und die Rückkehr von Alex Vincent als Andy Barclay. Wie bereits beim Vorgänger enthält der Abspann einen Hinweis auf eine mögliche Fortsetzung.

## Fortsetzung durch Serie
2021 erschien die Fernsehserie Chucky, die an alle sieben Originalfilme der Reihe anschließt. Sie beginnt zwei Wochen nach dem Ende von Cult; neben neuen Hauptfiguren und Chucky treten Tiffany und Nica darin zusammen auf, sowie Andy, der aus der Psychiatrie ausgebrochen ist, mit Kyle.